# Piers Blaikie
Piers Macleod Blaikie (nascido em 29 de janeiro de 1942) é um geógrafo e estuda o desenvolvimento internacional e recursos naturais, que trabalhou até 2003 na Escola de Estudos de Desenvolvimento da Universidade de East Anglia .  Sua contribuição para o desenvolvimento foi em quatro áreas:

## Biografia
Blaikie nasceu em tempos de guerra na Escócia, em Helensburgh.  Ele foi educado em Gonville e Caius College, em Cambridge , onde leu o Geography Tripos (1964) e completou um PhD (1971).  Ele lecionou geografia na Universidade de Reading de 1968 a 1972, antes de passar 33 anos na Universidade de East Anglia , na School of Development Studies, onde ele se tornou professor.  Ele se aposentou em 2003, mas permaneceu profissionalmente ativo.

## Principais contribuições
De todos os seus trabalhos, seu mais conhecido é o pequeno volume publicado em 1985, Economia Política da Erosão do Solo nos Países em Desenvolvimento .  Neste livro, e em outros lugares, ele argumenta que a erosão do solo não deve apenas, ou mesmo principalmente, ser vista como resultado de má administração, superpopulação ou por razões ambientais, mas muitas vezes pode ser devido aos efeitos da economia política sobre os agricultores pobres.  Seu trabalho mais antigo foi baseado no caso do Nepal, onde a marginalização dos camponeses em encostas íngremes resultou em erosão.  Blaikie escreve: "A principal conclusão deste livro é que a erosão do solo nos países menos desenvolvidos não será substancialmente reduzida, a menos que isso ameace seriamente as possibilidades de acumulação das classes dominantes" (p. 147).
O legado de Blaikie deste livro foi o começo da ecologia política regional, uma abordagem particular para entender os impulsionadores econômicos e políticos da degradação de recursos e particularmente a falta de acesso a recursos naturais sofridos por pessoas pobres ou marginalizadas.  Em Land Degradation and Society (1987), a abordagem recebeu mais desenvolvimento.  Blaikie considera um problema ambiental enraizado em processos que operam em diferentes escalas aninhadas, passando da economia política local para a política internacional .  O trabalho do ecologista político é descobrir como esses fatores escalonados se inter-relacionam.  Na AIDS na África, Blaikie e o colega da UEA, Tony Barnett, aplicaram a abordagem para compreender a crise contemporânea da AIDS na África, baseada em trabalho de campo substancial na África Oriental.
A primeira edição de At Risk (1994) aplicou a abordagem mais uma vez a uma série de desastres ditos "naturais", que foram significativamente ampliados pela desigualdade e ganância capitalista, deixando as pessoas afetadas em um "aperto de reprodução".  Isso é chamado de 'modelo de liberação de pressão', onde as causas - poder, estruturas, recursos, sistemas políticos, sistemas econômicos estão por trás das pressões de desastres - por exemplo, falta de instituições locais, rápida urbanização.  Estes levam a condições inseguras - ambiente físico, economia local, vulnerabilidade, ações públicas.  No lado físico da equação é um perigo natural.
Por esta altura, nos anos 90, a ecologia política tinha "chegado" como um quadro nas ciências sociais, e as críticas começaram a ser ouvidas sobre a rigidez de alguns aspectos do quadro.  At Risk foi reescrito e reeditado em 2004, respondendo a essas críticas 

## Reconhecimento
- Doutorado Honorário, Universidade Norueguesa de Ciência e Tecnologia , 2009.[8]
- Vencedor, Prêmio Netting, Association of American Geographers, 2009.[9]
- Listado em Simon D. (ed.) 2006.  Cinquenta principais pensadores sobre desenvolvimento .
- O tema de uma edição especial da revista Geoforum (2008) "Em honra do trabalho da vida de Piers Blaikie em Ecologia Política e Estudos de Desenvolvimento".  Geoforum 39, 687-772.
- Junho de 2004.  O Prêmio Edward Heath da Royal Geographical Society para trabalhos publicados na África e na Ásia.
- Janeiro de 2000.  Membro da vida da Sociedade Real Norueguesa de Ciências e Letras , Trondheim.
- Uma Palestra anual de Piers Blaikie sobre Política do Meio Ambiente foi iniciada na Universidade de East Anglia em 2011.

## Livros
- Brun C., M. Jones e PM Blaikie (eds.) 2014.  Desenvolvimento Alternativo: Desvendando a Marginalização, Mudando a Voz .  Ashgate ISBN 978-1-4724-0934-8
- Springate-Baginski, O e Blaikie, PM (eds) (2007) Florestas, Pessoas e Poder: a Ecologia Política da Reforma no Sul da Ásia .  Londres: Earthscan. ISBN 978-1-84407-347-4 ISBN   978-1-84407-347-4 .
- Ben Wisner, Piers Blaikie, Terry Cannon e Ian Davis (2004) Em Risco: Riscos Naturais, Vulnerabilidade Popular e Desastres .  Londres, Routledge. 2ª edição ISBN 0-415-25216-4 ISBN   0-415-25216-4 .
- Blaikie, PM e Sadeque, Z. (2000) Política em lugares altos: Meio Ambiente e Desenvolvimento no Himalaia .  Nepal: Centro Internacional para o Desenvolvimento Integrado das Montanhas. ISBN 92-9115-233-1 ISBN   92-9115-233-1 .
- De Haan, L. e Blaikie, PM (eds) (1998) Olhando para o Maps in the Dark: Orientações para Pesquisa Geográfica em Gestão de Terras e Desenvolvimento Sustentável em Ambientes Rurais e Urbanos no Terceiro Mundo .  Utrecht / Amsterdam: Holanda Estudos Geográficos.  ISSN 0169-4839.
- Blaikie, PM e S Jeanrenaud. (1995) Biodiversidade e Bem-Estar Humano .  Documento de Discussão No.72.  Genebra: UNRISD.
- Blaikie, PM, Biot, Y., Jackson, C & Palmer-Jones, R. (1995) Repensando a Degradao da Terra em pases em desenvolvimento .  Artigo de Discussão do Banco Mundial No. 289.  Washington DC: Banco Mundial. ISBN 0-8213-3329-1 ISBN   0-8213-3329-1
- Blaikie, PM 1994.  Ecologia política nos anos 90: uma visão em evolução da natureza e da sociedade .  Série de Alto-Falante CASID No.l3.  Centro de Estudos Avançados de Desenvolvimento Internacional, Michigan State University, EUA.
- Blaikie, PM Cannon, T., Davis, I., e Wisner, B. (1994) Em Risco: Perigos Naturais, Vulnerabilidade Popular e Desastres.  Londres: Routledge. ISBN 0-415-08476-8 ISBN   0-415-08476-8 . 1ª edição.  Edição em espanhol 1997.
- Blaikie PM e Barnett, AS 1992.  AIDS na África .  Londres: Belhaven Press (Reimpresso por John Wiley, Londres, em 1994).  Também Guildford Press, Nova York. ISBN 1-85293-115-9 ISBN   1-85293-115-9 .
- Blaikie PM e Harold Brookfield (1987) Land Degradation and Society .  Londres: Methuen ISBN 0-416-40140-6    .
- Blaikie PM (1985) A Economia Política da Erosão do Solo nos Países em Desenvolvimento .  Londres: Longman.  Reimpresso pela Pearson Education em 2000. ISBN 978-0-582-30089-7 ISBN   978-0-582-30089-7 e 0 470 20419 2 (apenas EUA).
- Blaikie PM Cameron J. e Seddon JD (1980).  Nepal em Crise: Crescimento e Estagnação na Periferia .  Delhi: Adroit Publishers. ISBN 0-19-828414-4 ISBN   0-19-828414-4 .  Republicado com novo capítulo em 2000.  Oxford University Press, Londres e Delhi.
- Blaikie PM Cameron J. e Seddon JD (1980) Struggle for Basic Needs: um estudo de caso no Nepal .  Série de monografias da OCDE.  Paris: Centro de Desenvolvimento da OCDE.
- Blaikie, PM Seddon JD e Cameron J. Aris (1979) Camponeses e Trabalhadores no Nepal .  Warminster: Phillips. ISBN 0-85668-112-1 ISBN   0-85668-112-1 . 214 pps.
- Blaikie, PM (1975) Planejamento Familiar na Índia: Difusão e Política .  Londres: Edward Arnold, Londres.